# MCM-41
MCM-41（エムシーエムフォーティーワン、Mobil Crystalline Material 41、或いは、Mobil Composition of Matter 41）とは、1992年に米mobil社（現、エクソンモービル）により開発された、メソポーラス材料（メソ多孔質材料）である。
特定の材質ではなく、その合成法と言え、実際、シリカ、チタニアなどのMCM-41が合成されている。
界面活性剤分子は、溶液中で、条件により分子集合体を形成する。MCM-41は、特に、棒状ミセルの集合体であるヘキサゴナル構造を用い、それを鋳型（テンプレート）として、分子鋳型法（テンプレート法）により合成される。
合成の一例を挙げる。カチオン性界面活性剤であるDTAC水溶液のミセル溶液を強塩基性に調整後、シリカ前駆体であるTEOSを添加すると、アンモニウム基の周りにシリケートが配位し、棒状ミセルをガラスで包み込んだ集合体が生成する。これを濾別した後、乾燥させ、500度で焼成すると、有機物である界面活性剤が除去され、棒状ミセルの部分が空洞になった、ハニカム構造を持ったシリカ粒子が得られる。これが、MCM-41である。
MCM-41の用途は、メソポーラス材料としての用途である。即ち、触媒の担体や、DNAやタンパク質などのわりと大きな分子の吸着剤として用いられる。
MCM-41と同じく、二次元ヘキサゴナル構造（ハニカム構造）を持つメソポーラス材料には、FSM-16などがある。